# 细面
细面（英語：saimin；粵拼：sai3min6）是当代夏威夷美食中常见的一种湯麵。传统的细面由软质鸡蛋面（小麦加蛋制面条）配以热出汁，上面点缀着切碎的葱花和薄片鱼板。现代版本的细面增添了额外的配料，如叉燒、切片午餐肉、鸡蛋丝、小白菜、蘑菇或切碎的海苔。当加入馄饨到面汤中时，菜单上会将其称为更为丰盛的"馄饨面"。所有的细面店都有自己的、通常是秘制的汤底配方，但主要使用昆布和虾干作为主要成分。常见的餐桌调味品包括混入细面汤中的中式辣芥末和酱油，根据个人口味添加少量即可。许多夏威夷当地居民也喜欢将烧烤照烧牛肉串（烤串）或美式汉堡作为配菜。
细面是在夏威夷夏威夷糖业种植园时期发展起来的，是夏威夷群島文化影响历史的见证。它是一种当地疗愈美食，全年任何时候都可以食用，无论是早餐、午餐、晚餐还是夜宵。最初由工人阶级消费，现在细面可以在夏威夷的各类餐厅菜单上看到，从快餐店到星级酒店餐厅。它常在体育赛事中食用，也经常作为方便食品（预煮面料理包）在家享用。

## 历史

### 词源
“细面”的英文是源自粤语发音，至今在粤语中仍然常用。在夏威夷，最早记录到的罗马字写法可追溯至1908年，但很可能在当地方言中更早就开始使用了。在夏威夷当代的混合语言中，细面已成为面汤的下位词或通用术语，特别是指方便面（例如，“有一天，我放学回家，发现Blu和Maisie正在吃撒上汤料的干细面”）。

### 起源
细面作为一道菜品的确切起源是有争议的。夏威夷文化的交融使得精确确定细面的确切起源变得困难，但反过来，这也使得这道菜独特，并深深植根于夏威夷的历史。最早关于细面的记录将其确定为中国起源。夏威夷往昔的许多报纸剪报中提到细面时，也几乎都与华人及其社区有关。这些关联大多带有微妙的贬义，暗示这是一种不太理想的、代表其社区低阶层的食物。即便有支持这一理论的强力书面证据，将细面的起源归功于中国移民可能成为一个敏感问题。
可以确定的是，细面与当代夏威夷美食中的许多菜品一样，与1850年代开始的夏威夷种植园时期的中国、日本、韩国、菲律宾和葡萄牙田间工人的移民密切相关。按照流行的说法，这些不同种族背景的种植园工人从田间回来后会分享共享餐食。例如，一个韩国家庭可能在自家院子里种了额外的葱，葡萄牙人可能在制作葡萄牙香肠时有多余的猪肉，中国人会分享一些面条，而日本人则提供一些出汁。这时，他们会将所有材料放入一个锅中，分享创造出的美食。可能正是通过这些即兴的共享餐食，细面诞生了。然而，这种细面起源的常见但假设的历史是有很大争议的，因为有记录表明在这一时期各种族群之间存在着相当大的种族紧张关系。不同种族的活动通常受到高度限制，这些群体经常被隔离，这使得这些想象中的共享餐食几乎没有机会发生。
日本人是夏威夷除了白人之外最有影响力的群体，也是除了中国人之外最大的移民群体。有人推测细面是由这个族群创造的，他们想吃日本拉面。但他们无法完全复制，只能使用夏威夷当地现有的材料，从而创造出了细面。有记录显示，早在1915年，日本移民就在夏威夷兜售细面，这为他们作为先驱者提供了相当有力的证据。然而，日本拉面理论也存在许多复杂性和时代错误。在同一时期，拉面在日本并不像今天那样广受欢迎，不会被认为是日本移民立即与祖国联系起来的食物。进一步说明这一点的是，如果日本移民确实试图在夏威夷重现拉面，日语通用词汇直到20世纪50年代才开始使用拉面（ラーメン）一词。在日本，拉面最初被称，因为拉面本身就是一道源自中国的菜肴。
细面面条本身在特性上更接近于餛飩麵中常见的卷曲黄色中式蛋面，而非日本人食用的直白色小麦面条。这使得中国移民更可能对细面的首次开发有贡献。

### 最初出现
细面最早成为商品时，在20世纪初由无标记也无名的“细面车”出售，被称为“移民家庭迈向美国创业精神的第一步”。面条、汤和配料都是从头开始，在家中手工制作的。当所有组件准备好组装和供应时，他们会把车推到种植园工人寻找廉价快餐的地方。随着这些家庭赚取更多的钱，他们能够在固定地点开设店铺。最早的这些细面摊位可以在20世纪30年代早期的夏威夷老种植园城镇和农场附近找到，为饥饿的田间工人提供价格低至5美分一碗的食物。

### 种植园后的普及
随着夏威夷在20世纪60年代和70年代逐渐从农业经济转向更加基于服务型经济的经济，细面摊位也从种植园田地移开，更多的店铺开在了体育场馆、電影院、台球馆和学校附近。由于其制作及时且汤底温暖，它成为年轻人在城里玩了一晚后的快速夜宵选择。同时，夏威夷各地的许多公立学校也开始将细面作为常规选项，提供给那些不想吃每周安排菜单的学生。
直到檀香山体育场开放并将细面添加到小吃摊位的菜单中，细面才被认可为流行的快餐并受到全国关注。查克·坦纳，退役的美国职业棒球大联盟球员，曾效力于波士顿勇士队，1969年和1970年担任小联盟棒球队夏威夷岛民队的经理，他回忆道：“比赛期间，球迷吃玉米棒。他们喝一些汤…馄饨或什么的。我不知道。他们还有那些插着牛肉的棍子。”

### 现代时期
在20世纪80年代和90年代，随着其他令人兴奋的面汤菜肴如猪骨拉面和越南粉进入夏威夷，细面变得不那么受欢迎了。随着其他形式的面汤流行度的增长，许多细面机构关闭，使细面成为夏威夷老一代人怀旧价值的疗愈美食。

### 细面老铺
几家细面机构，包括细面面条工厂和餐厅，已成为夏威夷的当地地标，吸引了走出传统旅游路线的外州游客。许多店已经关闭，如懷帕胡 (夏威夷州)的白良细面（Shiroma's Saimin），马基基的华盛顿细面（Washington Saimin），卡利希的霍尔细面（Shiroma's Saimin），丽客丽客免下车餐厅（LikeLike Drive In），以及最近的迪灵厄姆细面（Dillingham Saimin；正式名称为林荫大道细面）。在歐胡島上，一些有着数十年历史的当地机构仍然存在，如简氏喷泉、老细面馆、宫殿细面、梅格免下车餐厅、白龙细面天堂、四十九餐厅和关家餐厅与熟食店。同样有关注度的是大岛上的诺丽细面与小吃（Nori's Saimin & Snacks），茂宜島上的山姆佐藤（Sam Sato's），以及考艾岛上的羽村细面（Hamura's Saimin），后者在2006年获得了詹姆斯·比尔德基金会的“美国经典”奖项。

## 麦当劳细面

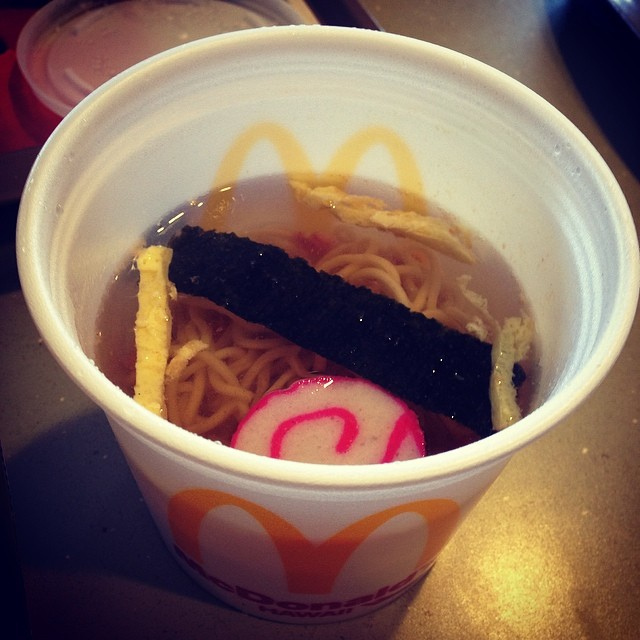
一份麦当劳细面。

总部位于伊利諾伊州奧克布魯克的美国快餐巨头麦当劳在20世纪60年代末意识到了夏威夷群岛的细面现象。莫里斯·J·“萨利”·沙利文，传奇的夏威夷企业家和福特兰超市有限公司的老板，于1968年在他的旗舰杂货店购买并开设了夏威夷第一家麦当劳餐厅。他又开设了几家麦当劳特许经营店，连续12个月，麦当劳夏威夷分店成为世界上营收最高的特许经营集团。沙利文想在他的麦当劳餐厅供应他最喜爱的食物——细面，他深知他的餐厅会因为引入细面而蓬勃发展。
沙利文邀请麦当劳公司的高管，包括老板和商业大亨雷·克罗克，到檀香山两家家族经营的"墙上小洞"细面摊吃晚餐：华盛顿细面和林荫大道细面。那天晚上，沙利文说服克罗克在麦当劳公司历史上首次扩展菜单，加入当地的"民族"食品。研究人员与华盛顿细面进行了广泛合作，为麦当劳夏威夷开发了一种配方。沙利文与当地日本细面面条工厂和鱼饼供应商味之素达成协议，制造特殊的汤底。
细面是麦当劳夏威夷最受欢迎的菜单项目之一。后来，沙利文在菜单中引入了早餐拼盘，包括葡萄牙香肠、鸡蛋和蒸白米饭；午餐肉、鸡蛋和米饭；以及豪华早餐，即两者的组合，利用了当地食品现象。
2022年6月29日，麦当劳夏威夷宣布，将不再在其菜单上提供细面。这一项目被停止是因为该连锁店的供应商冈原细面由于老板在5月底退休而关闭。

## S&S细面
与其近亲拉面类似，细面也于1963年被“下河和儿子”（Shimoko and Sons）细面品牌开发成了速食麵，当地人叫做S&S细面。与速食拉面（泡面）不同，S&S细面需要冷藏或冷冻保存，且不是干面。这些面条已经预先煮熟，只需添加热水和单独包装的汤底，即可食用。速食细面因其快速简便的准备方式，加上消费者可以自行添加任何喜欢的配料，已经成为许多夏威夷家庭的主食。
S&S是细面普及化的重要推动者，因为该品牌在1960年代末至1980年代初期间赞助了多个当地电视节目。在此期间，S&S通过与深受喜爱的儿童节目棋盘与袋鼠秀合作举办的比赛，送了20名儿童前往迪士尼乐园。该细面品牌还赞助了“S&S垃圾秀”，一个基于卡拉OK的业余歌唱节目，该节目播出了15季。
1987年，S&S细面品牌被日本跨国饮料公司伊藤園收购。2006年，该品牌又被夏威夷本地面条制造商Sun Noodle收购。

## 变种
一些细面店可能提供用较粗的烏龍麵替代传统细蛋面的选择，有时甚至混合两种面条，创造出在当地菜单上被称为“细冬”（saidon）的食物。类似日本日式炒麵和中国拌麵的无汤煎炒版本简称为“炒细面”（fried saimin））。这种变种在嘉年华会、集市和宴会上特别受欢迎，因为它可以大量制作并在室温下食用。“炒细面”也作为日式便当和夏威夷套餐的配菜提供。

## 延伸阅读
- Gambling on a Good Meal, Betty Shimabukuro, Honolulu Star-Bulletin, September 5, 2001
- Got Manapua, Kyle Tatsumoto and Keith Kamisugi, Nichi Bei Times, 2001
- Noodlemania: Hawaii's melting pot is a bowl of saimin, Marnie Masuda, Maui Time Weekly, November 6, 2003
- Shige's Saimin Stand, Lyle Galdera, KHNL, April 27, 2002
- Joan Clarke, Local Food: What to Eat in Hawaii, Namkoong Publishing, 1997
- 劳丹·雷切尔（英语：Rachel Laudan），Food of Paradise: Exploring Hawaii's Culinary Heritage, University of Hawaii Press, 1996